# سگ خراسانی
سگ خراسانی نامی است که بر روی سگ‌های ناحیه خراسان گذاشته شده‌است. سگ خراسانی بزرگ اندام از نوع ماستیف است.
برخی سگ خراسانی را اصلاح نژاد شده سگ کوچی می‌دانند.

## تاریخچه
در منابع تاریخی دوره سلجوقیان از سگ‌های ناحیه خراسان در ولایت غور یاد شده‌است و نوشته‌اند: نژاد سگ‌های بسیار خوبی در غور وجود دارند که بسیار قدرتمند هستند و در قدرت هر یک از آن‌ها بر یک شیر منطبق‌اند.

## ویژگی‌های ظاهری
سگ‌های خراسانی بزرگ اندام که دارای خط پشتی مستقیم و گردن بلند و ضخیم هستند. سر این نژاد به‌صورت افقی یا با زاویه کمی به سمت پایین است، در حالی که چشم‌ها مستقیم به جلو خیره شده‌اند. پوزه خشک و عضلانی دارد.
رنگ‌های پوست در این نژاد اغلب سفید، سیاه و خاکستری راه راه و یا سرخ و قهوه‌ای با لکه سفید بر روی سینه است. 
بدن سگ‌های خراسانی اغلب با لکه‌های تیره پوشیده شده‌است اما معمولاً این لکه‌ها با پوششی از موها پوشیده شده و دیده نمی‌شوند. این لکه‌ها می‌توانند قسمت داخلی دهان، پل بینی و شکم را نیز بپوشانند.

### قد و وزن
وزن این این نژاد در نرها بین ۵۵ الی ۸۸ کیلوگرم و ماده‌ها ۴۰ تا ۷۰ کیلوگرم است. از این سگ بیشتر به عنوان سگ گله و سگ نگهبان استفاده می‌شود.
طول عمر این سگ‌ها به‌طور میانگین ۱۲ سال است.